# Meike Babel
Meike Babel (ur. 22 listopada 1974 w Langen), niemiecka tenisistka.
Tenisistka mająca na swoim koncie jeden wygrany turniej deblowy cyklu WTA a także dwa wygrane turnieje singlowe i dwa deblowe rangi ITF. Najwyższy osiągnięty ranking w karierze to miejsce 27 w singlu i 45 w deblu.
Jej największy sukces to wygranie turnieju WTA, Enka Open w Stambule 1998 roku w grze podwójnej, w parze z Laurence Courtois a także finał gry pojedynczej na turnieju EA-Generali Ladies, w Linzu 1994 roku, przegrany z Sabine Appelmans. Brała również udział we wszystkich turniejach Wielkiego Szlema i to zarówno w singlu jak i w deblu a jej największymi sukcesami w tych rozgrywkach było dotarcie do trzeciej rundy Australian Open i Roland Garros.
Reprezentowała także swój kraj w rozgrywkach Pucharu Federacji.

## Wygrane turnieje

### Gra pojedyncza
|    | Data       | Turniej   | Kat. | ($)    | Naw.   | Finalistka           | Wynik    |
| 1. | 05/08/1991 | Paderborn | ITF  | 10 000 | ziemna | Eva-Maria Schuerhoff | 6:3, 7:6 |
| 2. | 28/10/1991 | Madera    | ITF  | 25 000 | twarda | Barbara Mulej        | 6:0, 6:2 |

### Gra podwójna
|    | Data       | Turniej           | Kat.         | ($)     | Naw.   | Partnerka         | Mistrzynie                        | Wynik    |
| 1. | 16/09/1991 | Sofia             | ITF          | 25 000  | ziemna | Valda Lake        | Ivana Havrlikova Katerina Siskova | 7:5, 6:0 |
| 2. | 28/10/1991 | Madera            | ITF          | 25 000  | twarda | Carin Bakkum      | Rosa Bielsa Janet Souto           | 6:3, 6:2 |
| 3. | 03/08/1998 | Stambuł Enka Open | Kategoria IV | 107 500 | twarda | Laurence Courtois | Åsa Svensson Florencia Labat      | 6:0, 6:2 |